# Ocoyoacac
Ocoyoacac es una ciudad mexicana situada en el Estado de México, cabecera del municipio homónimo. Forma parte de la zona metropolitana de Toluca.

## Geografía
La ciudad de Ocoyoacac se localiza en el oeste del municipio homónimo, cerca del límite municipal; limitando hacia el sur con la localidad de Pedregal de Guadalupe Hidalgo. Se encuentra a una altura media de 2661 m s. n. m. y cubre un área de 5.53 km².
El tipo de clima predominante en Ocoyoacac es el templado subhúmedo.
| Parámetros climáticos promedio de Ocoyoacac, Estado de México (La Marquesa) | Parámetros climáticos promedio de Ocoyoacac, Estado de México (La Marquesa) | Parámetros climáticos promedio de Ocoyoacac, Estado de México (La Marquesa) | Parámetros climáticos promedio de Ocoyoacac, Estado de México (La Marquesa) | Parámetros climáticos promedio de Ocoyoacac, Estado de México (La Marquesa) | Parámetros climáticos promedio de Ocoyoacac, Estado de México (La Marquesa) | Parámetros climáticos promedio de Ocoyoacac, Estado de México (La Marquesa) | Parámetros climáticos promedio de Ocoyoacac, Estado de México (La Marquesa) | Parámetros climáticos promedio de Ocoyoacac, Estado de México (La Marquesa) | Parámetros climáticos promedio de Ocoyoacac, Estado de México (La Marquesa) | Parámetros climáticos promedio de Ocoyoacac, Estado de México (La Marquesa) | Parámetros climáticos promedio de Ocoyoacac, Estado de México (La Marquesa) | Parámetros climáticos promedio de Ocoyoacac, Estado de México (La Marquesa) | Parámetros climáticos promedio de Ocoyoacac, Estado de México (La Marquesa) |
| Mes                                                                         | Ene.                                                                        | Feb.                                                                        | Mar.                                                                        | Abr.                                                                        | May.                                                                        | Jun.                                                                        | Jul.                                                                        | Ago.                                                                        | Sep.                                                                        | Oct.                                                                        | Nov.                                                                        | Dic.                                                                        | Anual                                                                       |
| --------------------------------------------------------------------------- | --------------------------------------------------------------------------- | --------------------------------------------------------------------------- | --------------------------------------------------------------------------- | --------------------------------------------------------------------------- | --------------------------------------------------------------------------- | --------------------------------------------------------------------------- | --------------------------------------------------------------------------- | --------------------------------------------------------------------------- | --------------------------------------------------------------------------- | --------------------------------------------------------------------------- | --------------------------------------------------------------------------- | --------------------------------------------------------------------------- | --------------------------------------------------------------------------- |
| Temp. máx. abs. (°C)                                                        | 20.3                                                                        | 23.0                                                                        | 29.6                                                                        | 26.2                                                                        | 28.0                                                                        | 26.0                                                                        | 30.0                                                                        | 22.0                                                                        | 24.4                                                                        | 27.0                                                                        | 23.0                                                                        | 21.3                                                                        | 30.0                                                                        |
| Temp. máx. media (°C)                                                       | 16.0                                                                        | 17.6                                                                        | 18.9                                                                        | 20.0                                                                        | 20.0                                                                        | 18.1                                                                        | 16.8                                                                        | 17.0                                                                        | 16.5                                                                        | 16.6                                                                        | 16.1                                                                        | 15.6                                                                        | 17.4                                                                        |
| Temp. media (°C)                                                            | 6.7                                                                         | 8.3                                                                         | 9.3                                                                         | 10.9                                                                        | 11.6                                                                        | 11.6                                                                        | 10.9                                                                        | 11.1                                                                        | 10.9                                                                        | 10.1                                                                        | 8.5                                                                         | 6.8                                                                         | 9.7                                                                         |
| Temp. mín. media (°C)                                                       | -2.7                                                                        | -1.0                                                                        | -0.3                                                                        | 1.7                                                                         | 3.2                                                                         | 5.1                                                                         | 5.0                                                                         | 5.1                                                                         | 5.3                                                                         | 3.6                                                                         | 0.9                                                                         | -1.9                                                                        | 2.0                                                                         |
| Temp. mín. abs. (°C)                                                        | -9.8                                                                        | -9.3                                                                        | -10.2                                                                       | -5.2                                                                        | -4.0                                                                        | -4.0                                                                        | -4.0                                                                        | -4.0                                                                        | -5.0                                                                        | -7.4                                                                        | -7.8                                                                        | -10.5                                                                       | -10.5                                                                       |
| Precipitación total (mm)                                                    | 15.6                                                                        | 15.2                                                                        | 22.6                                                                        | 49.7                                                                        | 96.7                                                                        | 216.5                                                                       | 285.3                                                                       | 305.7                                                                       | 249.6                                                                       | 139.7                                                                       | 47.0                                                                        | 10.6                                                                        | 1454.2                                                                      |
| Días de precipitaciones (≥ 1 mm)                                            | 3.1                                                                         | 3.0                                                                         | 5.1                                                                         | 8.1                                                                         | 14.4                                                                        | 20.4                                                                        | 26.7                                                                        | 26.1                                                                        | 23.6                                                                        | 15.8                                                                        | 7.1                                                                         | 1.7                                                                         | 155.1                                                                       |
| Fuente: Instituto Meteorológico Nacional                                    |                                                                             |                                                                             |                                                                             |                                                                             |                                                                             |                                                                             |                                                                             |                                                                             |                                                                             |                                                                             |                                                                             |                                                                             |                                                                             |

## Demografía
De acuerdo con el censo realizado en 2020 por el Instituto Nacional de Estadística y Geografía (INEGI), en Ocoyoacac había un total de 29 068 habitantes, de los que 14 916 eran mujeres y 14 152, hombres.
En 2020 había un total de 6967 viviendas particulares habitadas. Para dicho año, el promedio de ocupantes por vivienda era de 4.17, mientras que por habitación era de 0.94 personas.
| Gráfica de evolución demográfica de Ocoyoacac entre 1900 y 2020 |
|                                                                 |
| Fuente: Instituto Nacional de Estadística y Geografía.          |